# Hipoteza latających naczelnych

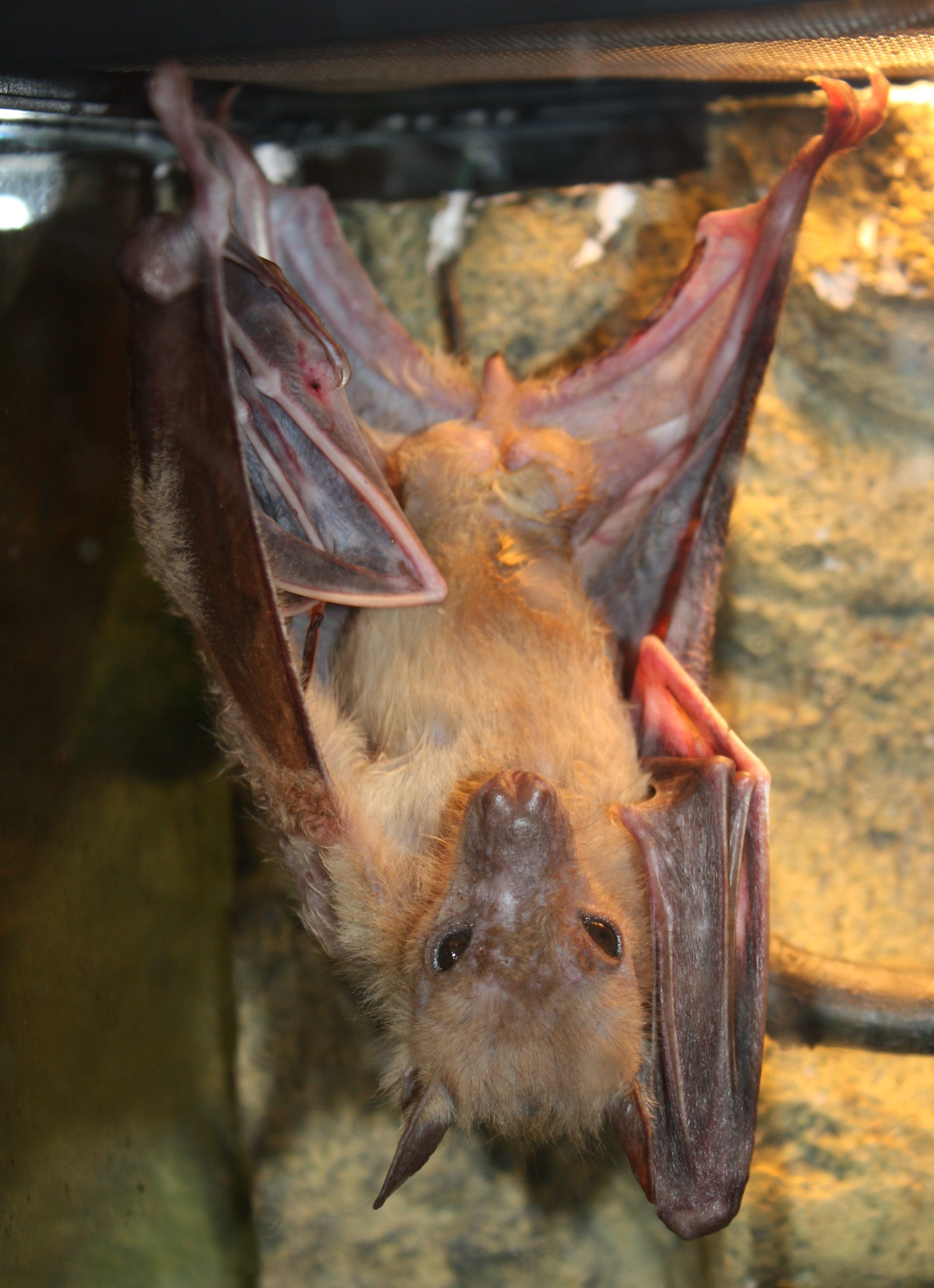
Rudawka wielka, przedstawicielka Megachiroptera

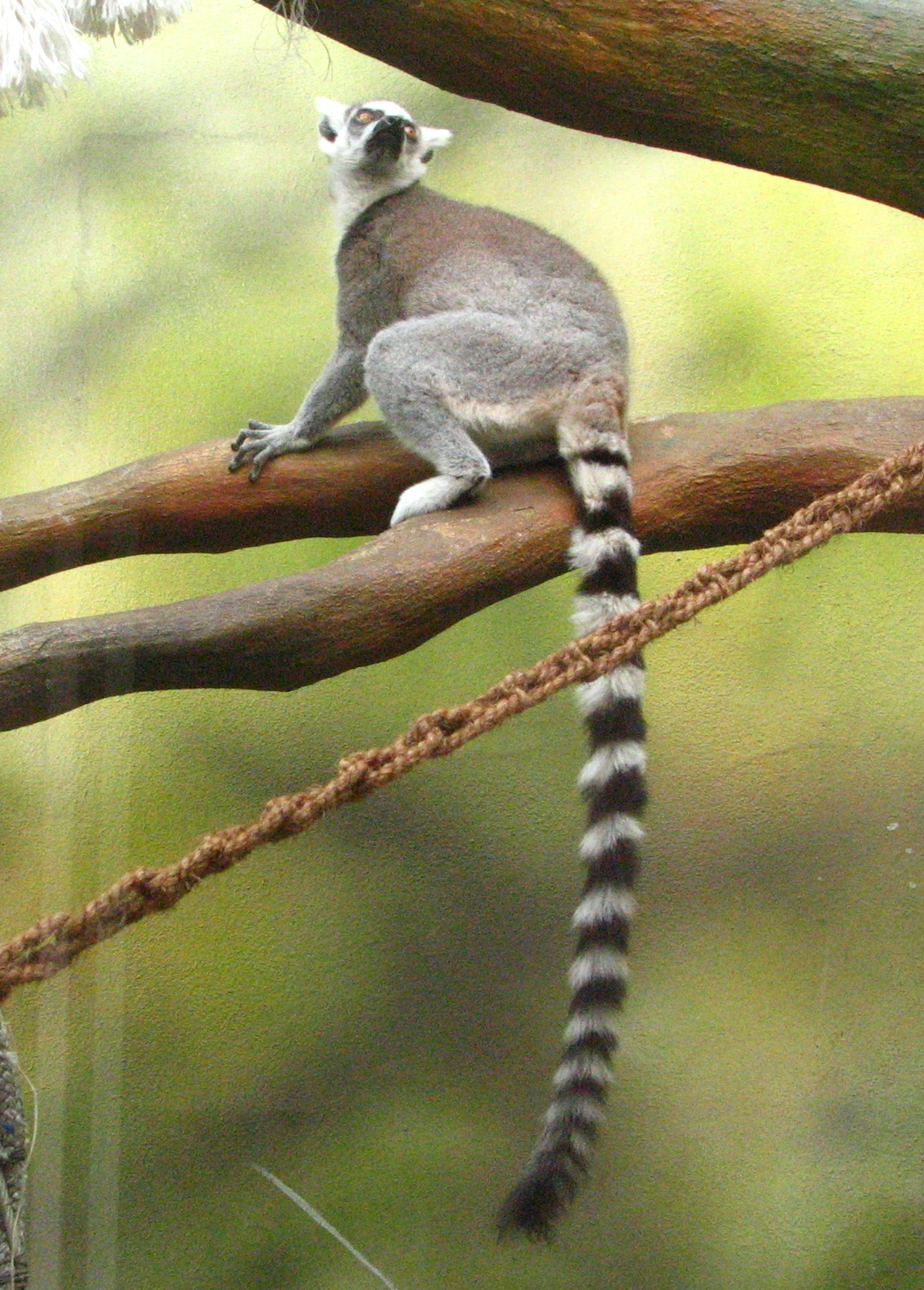
Lemur katta, przedstawiciel naczelnych

Hipoteza latających naczelnych – hipoteza w biologii ewolucyjnej, zgodnie z którą Megachiroptera, podrząd nietoperzy, stanowi grupę siostrzaną naczelnych. Hipoteza bierze swój początek u Linneusza, powtórzył ją J.D Smith w 1980. Australijski neuronaukowiec Jack Pettigrew zaproponował jej współczesną formę w 1986 po odkryciu, że połączenia pomiędzy siatkówką a wzgórkiem górnym (śródmózgowie) u przedstawiciela Megachiroptera o nazwie Pteropus nie różniły się organizacją od tych obserwowanych u naczelnych, różniąc się od spotykanych u wszystkich innych ssaków. Następnie przeprowadzono obszerniejsze badanie, opublikowane w 1989, w którym pogląd ten został wsparty analizą licznych innych cech mózgu i reszty ciała. Pettigrew zasugerował, że lisy latające, skóroskrzydłe i naczelne są potomkami tej samej grupy wczesnych ssaków nadrzewnych. Lot Megachiroptera i lot ślizgowy skóroskrzydłych można traktować jako adaptacje lokomotoryczne do życia wysoko nad ziemią.
Hipoteza latających naczelnych napotkała opór wielu zoologów. Największe sprzeciwy budziło nie to, że Megachiroptera i naczelne są blisko spokrewnione, bowiem odzwierciedla to wcześniejsze poglądy (jak ten grupujący naczelne, wiewióreczniki, skóroskrzydłe i nietoperze w jednostkę taksonomiczną o randze nadrzędu, Archonta). Biolodzy opierali się raczej implikacji, jakoby Megachiroptera i Microchiroptera (nietoperze wykorzystujące echolokację) leżały w odrębnych gałęziach ssaczej ewolucji, a zdolność do lotu wyewoluowała u nich niezależnie. Wniosek ten wywodzi się z faktu, że Microchiroptera nie przypominają naczelnych pod względem żadnej z cech układu nerwowego, zbadanych przez Pettigrew, przypominają za to prymitywne ssaki, jak owadożerne. 
Hipoteza latających naczelnych została jednak odrzucona, gdy specjaliści porównali wybrane sekwencje DNA nietoperzy i naczelnych. Badania genetyczne wykazały, że nie ma podstaw do odrzucenia poglądu o monofiletyzmie nietoperzy.

## Neurologia
Najwięcej dowodów świadczących na rzecz hipotezy "latających naczelnych" dostarczyły porównawcze badania neuroanatomiczne i neurofizjologiczne. Niedługo po pracy Pettigrew badanie kolejnego rodzaju Megahiroptera (Rousettus) stało się okazją do podjęcia dyskusji nad obecnością zaawansowanych wzorców połączeń pomiędzy siatkówką a wzgórkiem górnym. Jednakże jego konkluzje zostały później skrytykowane na gruncie metodologicznym. Późniejsi badacze nadal poszukiwali dalszych argumentów za unikalnymi cechami łączącymi mózgi Megachiroptera i naczelnych. Badania te odniosły ograniczony sukces we wskazywaniu takich unikalnych cech, łączących Megachiroptera z dzisiejszymi naczelnymi. Zamiast tego stwierdzono, że mózg Megachiroptera ma cechy, które mogą przypominać bardziej te spotykane w mózgach prymitywnych naczelnych. Także nowsze studia neuroanatomiczne wykazały istnienie wielu ważnych różnic pomiędzy mózgami Megachiroptera i Microchiroptera, co stanowi jeden z punktów zaczepienia hipotezy latających naczelnych.

## Biochemia
Pogląd o difiletyzmie nietoperzy był tematem ożywionych dyskusji z udziałem licznych zoologów; oponenci bazowali na nieprawdopodobieństwie dwukrotnego wyewoluowania skrzydeł wśród ssaków, ale także na badaniach biochemicznych ewolucji molekularnej, które wskazują, że nietoperze są monofiletyczne. Jednak inne badania kwestionowały niektóre z tych konkluzji. W szczególności argumentowano, że wnioski dotyczące filogenezy oparte jedynie na danych dotyczących DNA mogą być podatne na błąd zwany po angielsku "base-compositional bias", wynikający z nadreprezentacji par AT w obydwu porównywanych grupach nietoperzy. Tym niemniej nowsze analizy genetyczne, oparte na większym materiale genetycznym i bardziej rygorystyczne metodologicznie, w dalszym ciągu nie znalazły dowodów, które mogłyby zakwestionować monofiletyczne pochodzenie nietoperzy, zakwestionowały natomiast zasadność wyodrębniania nadrzędu Archonta (grupy obejmującej nietoperze, naczelne i skóroskrzydłe), co podważa hipotezę latających naczelnych.